# 石楼县站
石楼县站位于中华人民共和国山西省石楼县灵泉镇，是瓦日铁路上的火车站，由中国铁路太原局集团临汾综合段管辖。

## 歷史
- 建于2014年3月。
- 2024年9月29日开通客运业务。

## 車站周邊
- 248省道
- 龙台村

## 外部連結
- 中国铁路客户服务中心（页面存档备份，存于）